# باغ انارك (مقاطعة فيروزآباد)
باغ انارك (بالفارسية: باغ انارک) هي قرية تقع في قسم خواجه‌اي الريفي (مقاطعة فيروزآباد) في إيران. يقدر عدد سكانها بـ 60 نسمة .